# Mali Cerovec
Mali Cerovec este o localitate din comuna Novo mesto, Slovenia, cu o populație de 22 de locuitori.